# Kuwohi Road
La Kuwohi Road – ou autrefois Clingmans Dome Road – est une route américaine entre le comté de Swain et le comté de Sevier, respectivement en Caroline du Nord et au Tennessee. Cette route de montagne permet d'atteindre depuis Newfound Gap Road un parking en contrebas du sommet du Kuwohi, le point culminant des monts Great Smoky. Cette route touristique est entièrement protégée au sein du parc national des Great Smoky Mountains.